# Petit-Landau
Pour les articles homonymes, voir Landau.
Petit-Landau [pəti lɑ̃do]  (en allemand Klein-Landau) est une commune française de la région mulhousienne, située dans la circonscription administrative du Haut-Rhin et, depuis le 1er janvier 2021, dans le territoire de la Collectivité européenne d'Alsace, en région Grand Est. Ne pas confondre Petit-Landau avec les communes allemandes de Landau in der Pfalz et Landau an der Isar.
Petit Landau se trouve dans la région historique et culturelle d'Alsace.
Ses habitants sont appelés les Landaunaises et les Landaunais. 

## Géographie
Le Pays de la région mulhousienne regroupe des communes issues de trois régions naturelles alsaciennes : l'Ochsenfeld, le nord Sundgau et la Hardt. Petit-Landau est majoritairement située sur cette dernière.
Petit Landau est un petit village qui se situe le long du Rhin et du canal d'Alsace à 228 mètres d'altitude.
Autrefois,comme le sous-entend son nom, Petit-Landau se situait dans une zone marécageuse, mais qui a été asséché depuis. De vastes exploitations agricoles entourent Petit-Landau, où les exploitants cultivent essentiellement du maïs.
|          | Hombourg     | Le Rhin Neuenburg am Rhein ( Allemagne) |
| Habsheim | Petit-Landau | Le Rhin Bad Bellingen ( Allemagne)      |
|          | Niffer       | Le Rhin                                 |

### Hydrographie

#### Réseau hydrographique
La commune est dans le bassin versant du Rhin au sein du bassin Rhin-Meuse. Elle est drainée par le Grand canal d'Alsace, le Rhin et le canal de Neuf-Brisach,.
Le Grand canal d'Alsace, d'une longueur de 93 km, prend sa source dans la commune de Schœnau et se jette  dans le Rhin à Erstein, après avoir traversé 31 communes. 
Le Rhin, long de 1 233 km est le plus long fleuve se déversant dans la mer du Nord et de l'une des voies navigables les plus fréquentées du monde. Il traverse la Suisse, l'Autriche, l'Allemagne et les Pays-Bas et marque la frontière entre l'Allemagne et la France. 
Le canal de Neuf-Brisach, d'une longueur de 35 km, est un canal, chenal non navigable qui relie la commune de Biesheim à Kunheim, où il se jette dans le canal du Rhône au Rhin. 

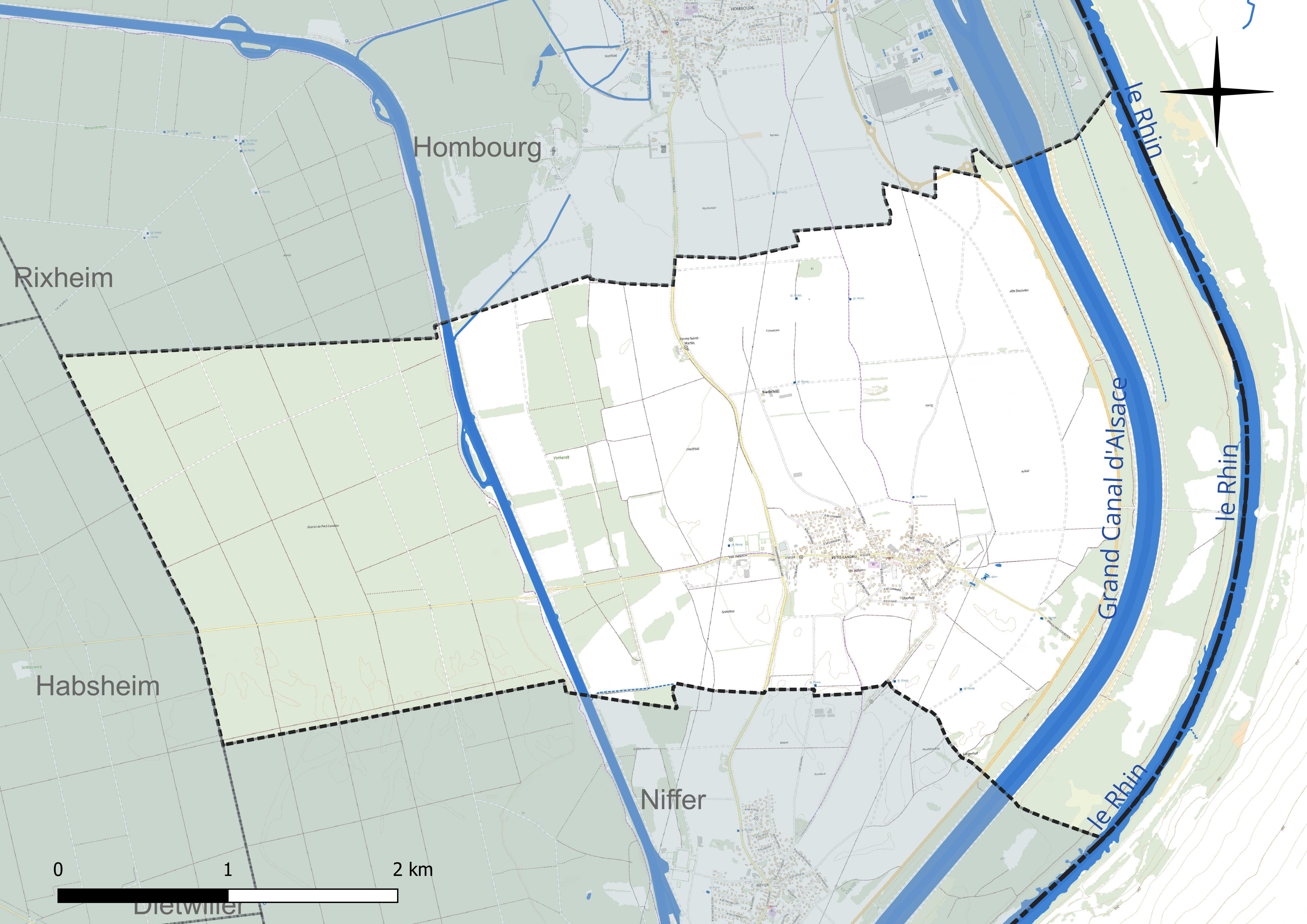
Réseau hydrographique de Petit-Landau.

#### Gestion et qualité des eaux
Le territoire communal est couvert par le schéma d'aménagement et de gestion des eaux (SAGE) « Ill Nappe Rhin ». Ce document de planification concerne la nappe phréatique rhénane, les cours d'eau de la plaine d'Alsace et du piémont oriental du Sundgau, les canaux situés entre l'Ill et le Rhin et les zones humides de la plaine d'Alsace. Le périmètre s’étend sur 3 596 km2. Il a été approuvé le 17 janvier 2005. La structure porteuse de l'élaboration et de la mise en œuvre est la région Grand Est. 
La qualité des cours d’eau peut être consultée sur un site dédié géré par les agences de l’eau et l’Agence française pour la biodiversité. 

### Climat
Pour des articles plus généraux, voir Climat du Grand Est et Climat du Haut-Rhin.
En 2010, le climat de la commune est de type climat océanique altéré, selon une étude du Centre national de la recherche scientifique s'appuyant sur une série de données couvrant la période 1971-2000. En 2020, Météo-France publie une typologie des climats de la France métropolitaine dans laquelle la commune est exposée à un climat semi-continental et est dans la région climatique  Alsace, caractérisée par une pluviométrie faible, particulièrement en automne et en hiver, un été chaud et bien ensoleillé, une humidité de l’air basse au printemps et en été, des vents faibles et des brouillards fréquents en automne (25 à 30 jours). 
Pour la période 1971-2000, la température annuelle moyenne est de 10,3 °C, avec une amplitude thermique annuelle de 17,8 °C. Le cumul annuel moyen de précipitations est de 699 mm, avec 7,6 jours de précipitations en janvier et 9,2 jours en juillet. Pour la période 1991-2020, la température moyenne annuelle observée sur la station météorologique de Météo-France la plus proche, « Mulhouse », sur la commune de Mulhouse à 14 km à vol d'oiseau, est de 11,1 °C et le cumul annuel moyen de précipitations est de 747,6 mm. 
La température maximale relevée sur cette station est de 39,4 °C, atteinte le 13 août 2003 ; la température minimale est de −21,5 °C, atteinte le 10 février 1956,,. 
Les paramètres climatiques de la commune ont été estimés pour le milieu du siècle (2041-2070) selon différents scénarios d'émission de gaz à effet de serre à partir des nouvelles projections climatiques de référence DRIAS-2020. Ils sont consultables sur un site dédié publié par Météo-France en novembre 2022.

## Urbanisme

### Typologie
Au 1er janvier 2024, Petit-Landau est catégorisée bourg rural, selon la nouvelle grille communale de densité à sept niveaux définie par l'Insee en 2022.
Elle est située hors unité urbaine. Par ailleurs la commune fait partie de l'aire d'attraction de Bâle - Saint-Louis (partie française), dont elle est une commune de la couronne,. Cette aire, qui regroupe 94 communes, est catégorisée dans les aires de 200 000 à moins de 700 000 habitants,.

### Occupation des sols
L'occupation des sols de la commune, telle qu'elle ressort de la base de données européenne d’occupation biophysique des sols Corine Land Cover (CLC), est marquée par l'importance des territoires agricoles (47,2 % en 2018), une proportion sensiblement équivalente à celle de 1990 (47,6 %). La répartition détaillée en 2018 est la suivante : 
terres arables (47,2 %), forêts (43,5 %), eaux continentales (5,2 %), zones urbanisées (3,2 %), milieux à végétation arbustive et/ou herbacée (0,9 %). L'évolution de l’occupation des sols de la commune et de ses infrastructures peut être observée sur les différentes représentations cartographiques du territoire : la carte de Cassini (XVIIIe siècle), la carte d'état-major (1820-1866) et les cartes ou photos aériennes de l'IGN pour la période actuelle (1950 à aujourd'hui).

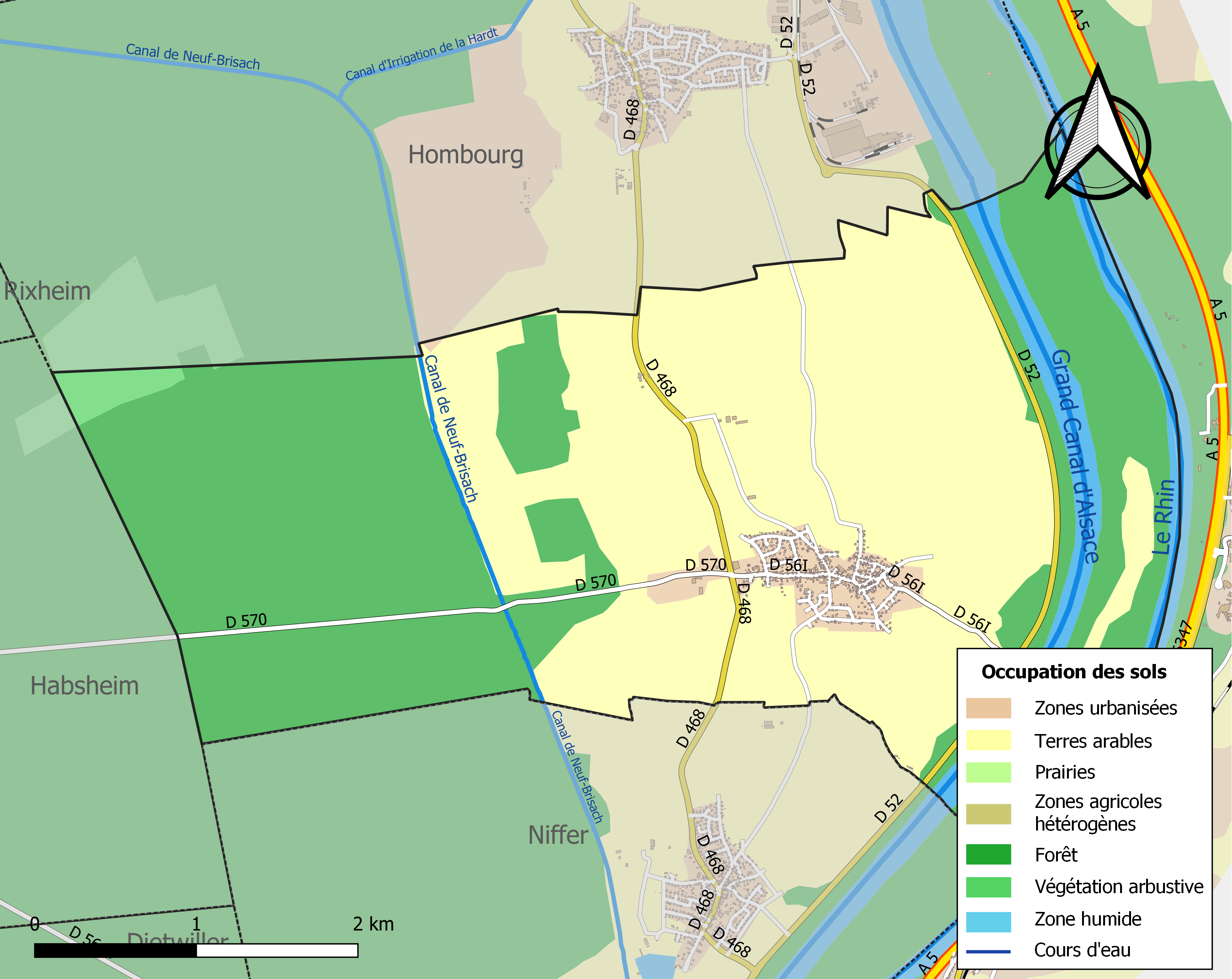
Carte des infrastructures et de l'occupation des sols de la commune en 2018 (CLC).

## Toponymie
En allemand : Klein-Landau. En alsacien : Landài.
- Landovwa (1303), Landeck (1576), Landauw (1722), Landau (1793).

## Histoire

### Héraldique
| Blason de Petit-Landau | Les armes de Petit-Landau se blasonnent ainsi : « De gueules au sautoir d'or, un écusson d'argent au fer de lance de sable ajouré du champ posé en abîme. » |

## Politique et administration
| Période                                  | Période   | Identité                    | Étiquette    | Qualité                                                                          |
| ---------------------------------------- | --------- | --------------------------- | ------------ | -------------------------------------------------------------------------------- |
| Les données manquantes sont à compléter. |           |                             |              |                                                                                  |
| 1908                                     | 1914      | Louis Escher                |              |                                                                                  |
| 1914                                     | 1919      | Eugène Muller (1865-1938)   |              | Cultivateur                                                                      |
| décembre 1919                            | 1952      | Auguste Hœfferlin           |              |                                                                                  |
| 1952                                     | mars 1965 | Célestin Muller (1897-1984) |              | Agriculteur                                                                      |
| mars 1965                                | mars 1989 | Jean Hoefferlin (1925-2015) | UDR puis RPR | Comptable Rhône-Poulenc, maire honoraire Chevalier de l'Ordre national du Mérite |
| mars 1989                                | juin 1995 | Paul Heitz (1937-2024)      |              | Retraité Rhône-Poulenc, maire honoraire                                          |
| juin 1995                                | mars 2001 | Mathieu Kaemmerlen          |              |                                                                                  |
| mars 2001                                | mai 2020  | Armand Le Gac               |              | Retraité, maire honoraire                                                        |
| mai 2020                                 | En cours  | Carole Talleux-Esslinger    |              | Professeure des écoles, ancienne adjointe au maire                               |

## Démographie
L'évolution du nombre d'habitants est connue à travers les recensements de la population effectués dans la commune depuis 1793. Pour les communes de moins de 10 000 habitants, une enquête de recensement portant sur toute la population est réalisée tous les cinq ans, les populations de référence des années intermédiaires étant quant à elles estimées par interpolation ou extrapolation. Pour la commune, le premier recensement exhaustif entrant dans le cadre du nouveau dispositif a été réalisé en 2005.

En 2022, la commune comptait 820 habitants, en évolution de −1,44 % par rapport à 2016 (Haut-Rhin : +0,66 %, France hors Mayotte : +2,11 %).
| 1793 | 1800 | 1806 | 1821 | 1831 | 1836 | 1841 | 1846 | 1851 |
| ---- | ---- | ---- | ---- | ---- | ---- | ---- | ---- | ---- |
| 432  | 490  | 617  | 584  | 689  | 686  | 710  | 749  | 848  |

| 1856 | 1861 | 1866 | 1871 | 1875 | 1880 | 1885 | 1890 | 1895 |
| ---- | ---- | ---- | ---- | ---- | ---- | ---- | ---- | ---- |
| 756  | 781  | 794  | 743  | 682  | 691  | 615  | 591  | 534  |

| 1900 | 1905 | 1910 | 1921 | 1926 | 1931 | 1936 | 1946 | 1954 |
| ---- | ---- | ---- | ---- | ---- | ---- | ---- | ---- | ---- |
| 538  | 544  | 531  | 462  | 459  | 456  | 431  | 391  | 490  |

| 1962 | 1968 | 1975 | 1982 | 1990 | 1999 | 2005 | 2006 | 2010 |
| ---- | ---- | ---- | ---- | ---- | ---- | ---- | ---- | ---- |
| 465  | 461  | 547  | 603  | 646  | 592  | 665  | 670  | 736  |

| 2015 | 2020 | 2022 | - | - | - | - | - | - |
| ---- | ---- | ---- | - | - | - | - | - | - |
| 808  | 826  | 820  | - | - | - | - | - | - |

## Lieux et monuments
- Traces archéologiques d'un fanum à triple enclos, avec cella centrale entourée d'une galerie et le mur du péribole[25].
- Ruine du chateau de Butenheim (motte castrale).

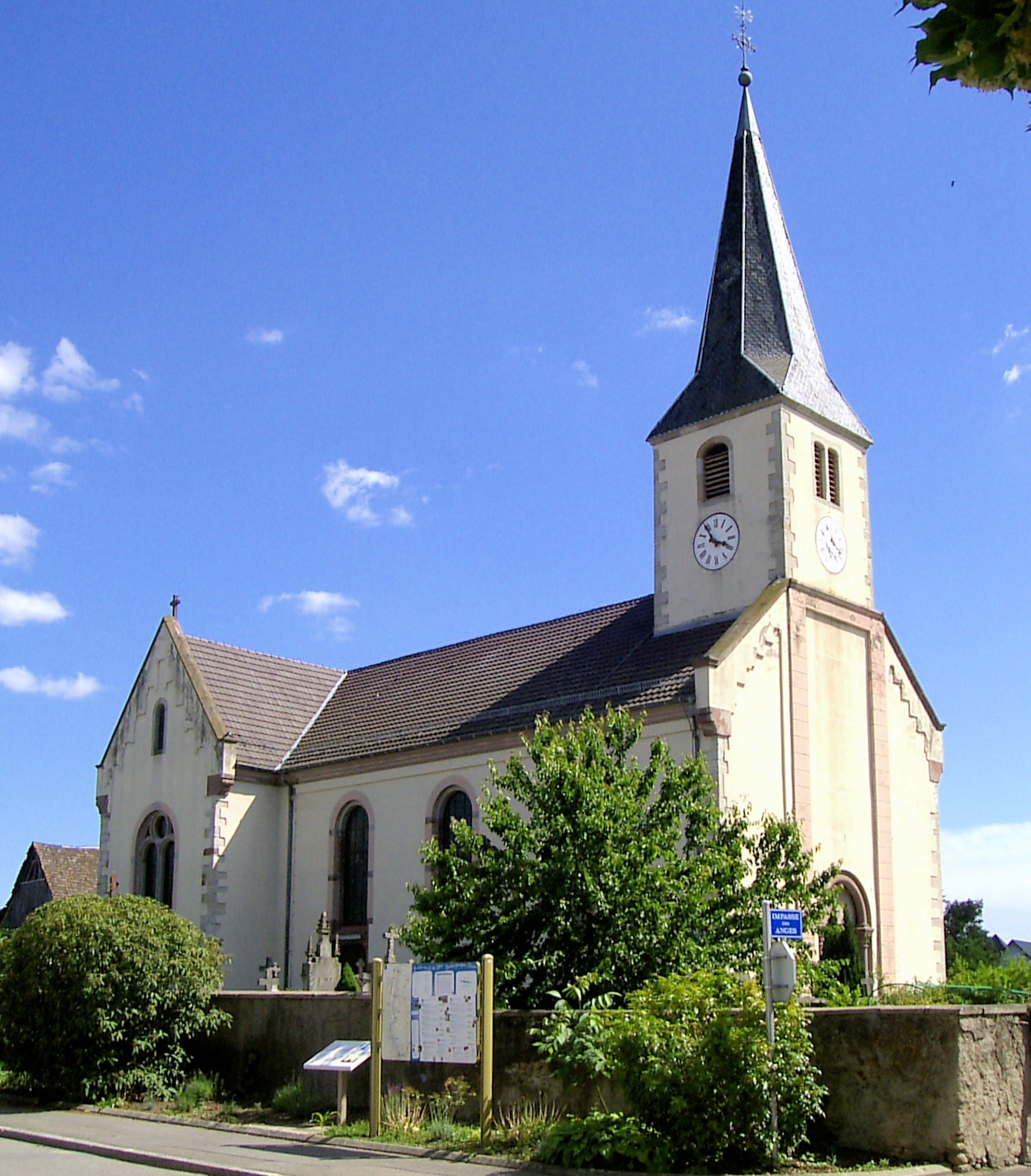
L'église Saint-Martin.

- Église Saint Martin.

## Personnalités liées à la commune
- Louis-Joseph-Théodore Humann (8 juin 1803 à Petit-Landau - 15 mai 1873 à Paris), homme politique.
- Joseph Schmidlin, né à Kleinlandau 1876 - Natzweiler-Struthof 1944, historien du christianisme et fondateur de la missiologie moderne.
- Fabrice Ehret, footballeur né le 28 septembre 1979 en Suisse. Ses clubs : FC Petit-Landau - FC Mulhouse - Racing Club de Strasbourg - Anderlecht - FC Aarau - FC Cologne - Évian Thonon Gaillard FC et actuellement à l'ASNL Nancy.